# Сансет-Вілледж (Джорджія)
Сансет-Вілледж (англ. Sunset Village) — переписна місцевість (CDP) в США, в окрузі Апсон штату Джорджія. Населення — 921 особа (2020).

## Географія
Сансет-Вілледж розташований за координатами 32°53′30″ пн. ш. 84°24′35″ зх. д. / 32.89167° пн. ш. 84.40972° зх. д. (32.891774, -84.409712).  За даними Бюро перепису населення США в 2010 році переписна місцевість мала площу 12,68 км², з яких 12,44 км² — суходіл та 0,25 км² — водойми.

## Демографія
Згідно з переписом 2010 року, у переписній місцевості мешкало 846 осіб у 341 домогосподарстві у складі 248 родин. Густота населення становила 67 осіб/км².  Було 366 помешкань (29/км²).
Расовий склад населення:
| - 94,4 % — білих - 3,1 % — чорних або афроамериканців - 0,5 % — корінних американців |

До двох чи більше рас належало 1,3 %. Частка іспаномовних становила 1,1 % від усіх жителів.
За віковим діапазоном населення розподілялося таким чином: 21,6 % — особи молодші 18 років, 63,2 % — особи у віці 18—64 років, 15,2 % — особи у віці 65 років та старші. Медіана віку мешканця становила 41,7 року. На 100 осіб жіночої статі у переписній місцевості припадало 88,4 чоловіків;  на 100 жінок у віці від 18 років та старших — 91,1 чоловіків також старших 18 років.
Середній дохід на одне домашнє господарство  становив 64 600 доларів США (медіана — 59 310), а середній дохід на одну сім'ю — 74 871 долар (медіана — 77 578). 
Цивільне працевлаштоване населення становило 292 особи. Основні галузі зайнятості: освіта, охорона здоров'я та соціальна допомога — 34,2 %, виробництво — 15,8 %, публічна адміністрація — 11,0 %, роздрібна торгівля — 8,9 %.